# Приозерне (Херсонський район)
Приозерне — селище в Україні, у Херсонській міській громаді Херсонського району Херсонської області. Населення становить 1501 осіб. Народна назва — «Учгосп»(Учхоз) (за назвою зупинки). До 2020 Приозерне було підпорядковане Комишанській селищній раді Корабельного району (адміністративний район Херсона). Голова ради — Фатєєв Олександр Борисович.

## Географія
Приозерне розташоване на півдні України, у південно-західній частині Херсонщини в межах степової зони на Причорноморській низовині Східно-Європейської рівнини. Селище розміщене на березі Білого озера, яке рукавом сполучене з Дніпром. 
Населений пункт знаходиться за 13 км на південний захід від залізничної станції Херсон.

## Населення
Населення за переписом 2001 року складало 1501 особа.

### Мова
Розподіл населення за рідною мовою за даними перепису 2001 року:
| Мова            | Кількість | Відсоток |
| --------------- | --------- | -------- |
| українська      | 1234      | 82.21%   |
| російська       | 260       | 17.32%   |
| румунська       | 2         | 0.13%    |
| білоруська      | 1         | 0.07%    |
| болгарська      | 1         | 0.07%    |
| інші/не вказали | 3         | 0.20%    |
| Усього          | 1501      | 100%     |

## Історія
Історія селища тісно пов′язана з містом Херсон, смт Білозеркою й смт Комишани. 
Місцева назва «Учгосп» закріпилась за радянських часів через базове господарство Херсонського сільгосп інституту, що розміщувалося в селищі. 
Рішенням виконкому Херсонської обласної Ради від 19 вересня 1986 року: на території Херсонської міськради передано селище Приозерне Надеждівської сільради в підпорядкування Комишанській селищній раді.
За рішенням Комишанської селищної ради від 17 лютого 2016 року відповідно до Закону України «Про засудження комуністичного та націонал-соціалістичного (нацистського) тоталітарних режимів в Україні та заборону пропаганди їхньої символіки» було перейменовано в селищі вулицю Терешкова на Райдужну. 
12 червня 2020 року, відповідно до Розпорядження Кабінету Міністрів України № 726-р «Про визначення адміністративних центрів та затвердження територій територіальних громад Херсонської області», увійшло до складу Херсонської міської громади.
19 липня 2020 року, в результаті адміністративно-територіальної реформи увійшло до складу новоутвореного Херсонського району.
У березні 2022 року селище тимчасово окуповане російськими військами під час російсько-української війни.
10 листопада 2022 року звільнене в результаті контрнаступу ЗСУ на херсонському напрямку.

## Соціальна сфера
- Приозерний ясла-садок №70[9]
- У червні 2019 року в селищі відкрили дитячий майданчик до Дня захисту дітей[10].

## Пам'ятки
- На берегах озера Біле розташовані потужні Білозерські джерела — гідрологічна пам'ятка природи місцевого значення від 1983 року. Вода з джерел — питна, температура в озері складає від 12 до 14 градусів будь-якої пори року[11].
- Благовіщенський жіночий монастир (кінець ХІХ—початок ХХ ст.).

## Постаті
- Грішечкін Ігор Володимирович (1989—2016) — сержант Збройних сил України, учасник російсько-української війни[12].